# Tmarus rarus
Tmarus rarus är en spindelart som beskrevs av Soares 1946. Tmarus rarus ingår i släktet Tmarus och familjen krabbspindlar. Inga underarter finns listade i Catalogue of Life.